# Église Saint-Jean-Baptiste de Bessay
L'église Saint-Jean-Baptiste de Bessay ou Bessais est une église située à Saint-Aubin-le-Monial, en France. Elle est aujourd'hui en ruines.

## Localisation
L'église est située sur la commune de Saint-Aubin-le-Monial, dans le département français de l'Allier, à laquelle a été réunie l'ancienne paroisse, puis commune de Bessais (ou Bessay)-le-Monial.

## Historique
L'édifice est inscrit au titre des monuments historiques en 1973.